# Пупинис, Викентий Иосифович
Викентий Иосифович Пупинис (1920—1993, Рим) — по национальности литовец, иеромонах католической церкви византийского обряда, член ордена иезуитов, участник Русского апостолата, работал в общинах Русского зарубежья в странах: Австрия, Италия, Бразилия, Сальвадор, основатель прихода в Зальцбурге, священник Благовещенского храма в Сан-Паулу, издатель «Друзьям и знакомым, газета (Сан-Пауло)».

## Биография
Иезуит литовского происхождения, имел опыт в лагерях русских Ди Пи в Австрии, в 1950 основал русский католический приход византийского обряда в Зальцбурге, с 1956 устраивал летние лагеря для русских детей, планировал создать интернат, в 1958 организовал встречу в Вене для русских женщин, разбросанных по Австрии. Участник II съезда русских католиков при Восточно-христианском очаге в Брюсселе в 1956.
В 1969—1979 служил в Бразилии. Руководил Интернатом для русских мальчиков св. Владимира в Сан-Паулу (ул. Морейра де Коста, 495, в районе Ипиранга). В 1969 основал и руководил газетой «Друзьям и знакомым», его сотрудниками были Александр Б. Кириллов, Валентина Ивановна Левашко, Мишаткин, Николай Фёдорович и Виктор М. Толстинов. Адрес редакции: DIZ . C.P. 42-333. Sào Paulo, Brasil.
В 1972 ездил в Литву, встречался с родственниками, как турист посетил Ленинград, Москву, в праздник преподобного Сергия 8 октября 1972 был в Троице-Сергиевой лавре. На обратном пути через Австрию заезжал в Трофайах, где прежде работал в лагере для русских.
В 1974 — посещал русских в Сальвадоре.
В 1979 отозван в Рим, жил в Руссикуме, привлекался к приему делегаций Русской православной церкви Московского патриархата, его вспоминает епископ Уфимский Анатолий (Кузнецов), описывая поездку в Италию 1985.
Похоронен на кладбище Кампо Верано.

## Публикации
Русские в Сальвадоре // Друзьям и знакомым, газета (Сан-Пауло), № 4, 1974. с. 2 — 4.